# Jim Kweskin Jug Band

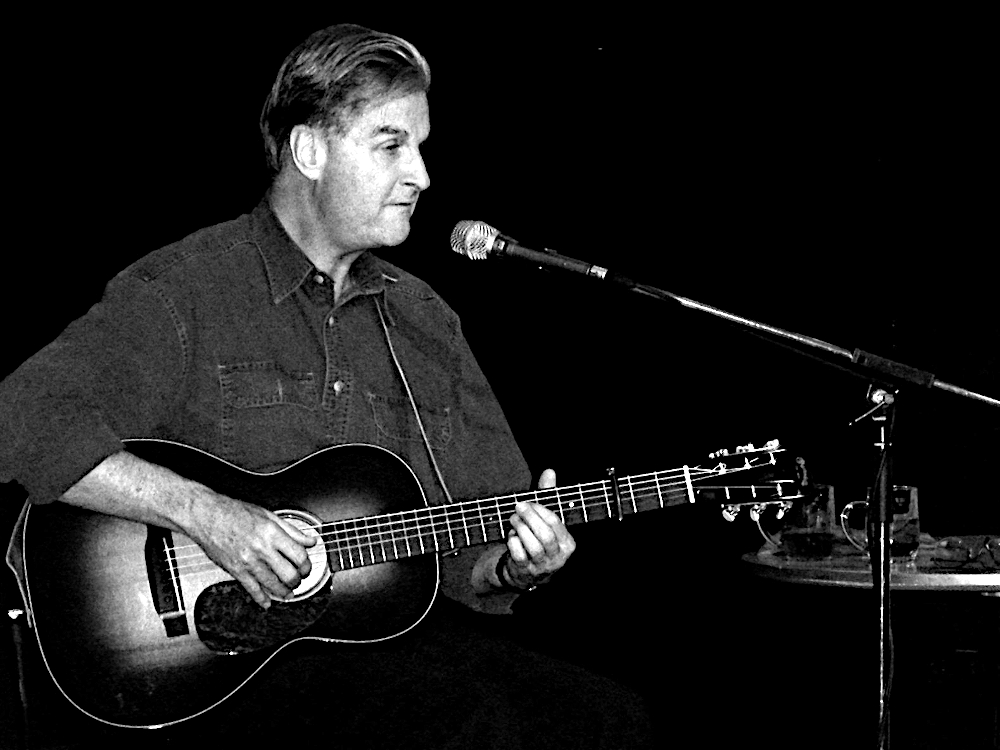
Geoff Muldaur

Die Jim Kweskin Jug Band entstand 1963 in Cambridge (Massachusetts). Mitglieder der Jug-Band waren Jim Kweskin (Gitarre), * 18. Juli 1940 in Stamford, Connecticut, Geoff Muldaur (Gitarre, Gesang), Bill Keith (Banjo), Mel Lyman (Mundharmonika), John „Fritz“ Richmond (Jug und Tonnen-Bass), Richard Greene (Geige) und Maria D’Amato (Gesang und Kazoo). Nach fünf Jahren löste sich die Gruppe auf.
Maria D’Amato, die Geoff Muldaur geheiratet hatte, begann als Maria Muldaur eine erfolgreiche Solokarriere. Richard Greene ging zum Blues Project, später Seatrain. Kweskin arbeitete zunächst solo und gründete in den 1980er Jahren die U I Band. Richmond hatte als Produzent Erfolg. Keith gründete mit Jim Rooney die Band Woodstock Mountain Revue. Lyman schuf seine eigene Sekte, der sich auch Kweskin anschloss.

## Diskografie
- 1967 – See Reverse Side for Title
- 1967 – Jump for Joy
- 1967 – Garden of Joy
- 1966 – Relax Your Mind
- 1965 – Jug Band Music
- 1963 – The Jug Band